# علم فخر شموليي التوجه الجنسي
علم فخر شموليي التوجه الجنسي
علم فخر شموليي التوجه الجنسي (بالإنجليزية: pansexual flag)‏ هو علم أرجواني وأصفر وسماوي، مصمم كرمز لمجتمع شموليي التوجه الجنسي لزيادة وضوحه والتعريف به وتمييزه عن مجتمع مزدوجي التوجه الجنسي.

## التاريخ والاستخدام
تم استخدام العلم على نطاق واسع منذ أوائل عام 2010 عندما تم نشره على حساب تمبلر مجهول، من قبل مبتكره «جاسبر في» (بالإنجليزية: Jasper V)‏. يعمل العلم كرمز لمجتمع شموليي التوجه الجنسي، مثلما يتم استخدام علم قوس قزح للمثليين كرمز للمثليين والمثليات ومزدوجي التوجه الجنسي والعابرين جندريا وأي شخص آخر في ذلك المجتمع. يتم استخدام علم الفخر شموليي التوجه الجنسي للإشارة إلى أن شموليي التوجه الجنسي لديهم انجذاب جنسي وعلاقات مع أشخاص من مختلف الجندر والتوجهات الجنسية. تهدف نظرية شموليي التوجه الجنسي إلى تحدي الأحكام المسبقة الموجودة والتي يمكن أن تسبب الحكم والنبذ والاضطرابات الخطيرة داخل المجتمع.

## التصميم والرمزية
يتكون علم شموليي التوجه الجنسي من ثلاثة أشرطة أفقية ملونة متساوية الحجم - من أعلى إلى أسفل - أرجواني وأصفر وسماوي.
تشير بعض المصادر إلى أن اللون السماوي يمثل الانجذاب للرجال أو يمثل الأشخاص الذين ينجذبون إلى الرجال. يمثل اللون الأرجواني الانجذاب للنساء. ويمثل اللون الأصفر الانجذاب للأشخاص غير ثنائيي الجندر ك«اللاجندريين» (بالإنجليزية: agender)‏، و«ثنائيي الجندر» (بالإنجليزية: bigender)‏، و«سلسي الهوية الجندرية» (بالإنجليزية: genderfluid)‏. في حين تشير مصادر أخرى إلى أن الألوان السماوي والأرجواني والأصفر تمثل أولئك الذين يعرفون على أنهم رجال ونساء وأشخاص غير ثنائيي الجندر على التوالي.